# 林嶺東
林嶺東（英語：Ringo Lam Ling-tung，1955年10月23日—2018年12月29日），香港電影導演及演員，是導演王天林的門生。他以擅拍動作電影見稱，其電影風格被稱為「暴力寫實派」。作品以「風雲」三部曲（《龍虎風雲》、《監獄風雲》、《學校風雲》）最為聞名，曾以《龍虎風雲》奪得香港電影金像獎最佳導演。

## 生平
林嶺東生於香港，籍貫潮州，母親經營麵檔，早年在香港島香港仔田灣邨10座長大，1968年畢業於香港仔聖伯多祿學校英文部（現為香港仔聖伯多祿天主教小學）。1973年在聖伯多祿中學中五毕业后进入第3期無綫電視藝員訓練班学习，曾於《民間傳奇》中飾閒角；1974年開始任助理制片，1976年則升任編導，參與製作《民间传奇之江山美人》、《大报复》、《家变》等剧集。1978年，他加入了佳視，製作了警匪片《急先锋》，後來移民加拿大，在約克大學修讀電影課程。
1982年回港後，林嶺東首部執導電影是譚詠麟主演的《陰陽錯》，此後數年製作了大量不同種類的電影，但以「風雲」三部曲（《龍虎風雲》、《監獄風雲》、《學校風雲》）最為聞名。1987年，他執導由周潤發主演的《龙虎风云》（林嶺東故事，沈西城編劇，劉偉強攝影指導，朱繼生動作指導，泰迪羅賓音樂），獲得了該年香港電影金像獎最佳導演，而主角周潤發也憑此片贏得最佳男主角。同年推出的《監獄風雲》票房大收3100多萬，也讓他的胞兄林嶺南走上職業編劇的道路，並從此以「南燕」之名見知於世。之後他以較小成本拍攝的《學校風雲》也票房不錯。林岭东曾表示他拍攝「風雲」三部曲時沒有太多商業計算，但三部電影也能賺錢，反而之後他拍攝一些充滿商業計算的電影時，卻賠本收場。
自九十年代中港產電影開始走下坡後，林岭东作品产量已大為減少，偶爾才有代表作。林岭东表示六四事件使他大受打擊，長期走不出心理和創作上的困境。1996年，他赴美执导了《硬闖100%危險》，1997年回港拍《高度戒备》再创高峰，表现得成熟有力，并再获提名香港电影金像奖最佳导演。2007年，他與徐克、杜琪峯合作拍攝電影《鐵三角》，各自拍攝一個段落（林氏則拍攝第二段）；2014年，他以執導長片新作《迷城》回歸暌別七年的香港影壇，2016年又兌現承諾，替吳彥祖執導《沖天火》；其生前最後一部執導作品為《七人樂隊》，負責拍攝有關「2010年香港」的單元故事，餘下七個分別由杜琪峯、徐克、吳宇森、洪金寶、袁和平、譚家明及許鞍華一起完成。
2018年12月29日下午4時許，林嶺東被妻子發現於馬鞍山西沙路533號帝琴灣凱琴居家中倒臥在床上。救護員到場後證實他當場死亡，初步調查死因沒有可疑，終年63歲；翌年1月9日在大圍寶福紀念館福海堂設靈，喪禮以維新儀式進行。2019年4月14日，香港電影金像獎協會於第38屆香港電影金像獎頒獎典禮中向林嶺東連同其他已故電影人致敬。

## 軼事
林嶺東除了熟知的一面外，亦曾與5位電影人好友包括徐克、泰迪羅賓、黃志強、章國明和施南生合組樂隊，更於1985年的年三十晚在無綫電視以「猛虎樂隊」身份公開演出。
2008年曾跟鄰居因早禾坑村住所車位問題，發生衝突而被警方拘捕。

## 演出作品

### 電視
| 首播     | 劇名 / 節目名          | 角色 / 備註                   |
| 劇集     |                        |                               |
| 1974年   | 民間傳奇               | 圍觀者（《三司會審玉堂春》）  |
| 1974年   | 民間傳奇               | 僕 人（《獅吼記》）           |
| 1974年   | 民間傳奇               | 衙 差（《陳御史巧勘金釵鈿》） |
| 1974年   | 民間傳奇               | 家 院（《醉打金枝》）         |
| 1974年   | 民間傳奇               | 衙 差（《十五貫》）           |
| 1975年   | 長白山上               | 敖龍天                        |
| 1976年   | 大江南北               | 槍 手                         |
| 1977年   | 陸小鳳之決戰前後       | 司馬紫衣                      |
| 1977年   | 年青人                 | 攝影師                        |
| 綜藝節目 |                        |                               |
| 1985年   | 歡樂今宵吉慶滿堂迎新歲 | 擔任「猛虎樂隊」結他手        |

### 電影
| 首映   | 電影名   | 角色                 |
| 1976年 | 你係得既 |                      |
| 1987年 | 龍虎風雲 | 高秋線人             |
| 1988年 | 八星報喜 | 粵劇觀眾             |
| 1992年 | 雙龍會   | 汽車品質驗定中心職員 |

## 執導作品

### 電影
| 首映   | 電影名               | 備註                                       |
| 1983年 | 陰陽錯               | 不適用                                     |
| 1984年 | 君子好逑             | 不適用                                     |
| 1985年 | 愛神一號             | 不適用                                     |
| 1986年 | 最佳拍檔之千里救差婆 | 不適用                                     |
| 1987年 | 龍虎風雲             | 「風雲」三部曲之一                         |
| 1987年 | 監獄風雲             | 「風雲」三部曲之二                         |
| 1988年 | 學校風雲             | 「風雲」三部曲之三                         |
| 1989年 | 伴我闖天涯           | 不適用                                     |
| 1990年 | 聖戰風雲             | 不適用                                     |
| 1991年 | 一觸即發             | 不適用                                     |
| 1991年 | 監獄風雲2之逃犯      | 不適用                                     |
| 1992年 | 俠盜高飛             | 不適用                                     |
| 1992年 | 雙龍會               | 不適用                                     |
| 1994年 | 新火燒紅蓮寺         | 不適用                                     |
| 1995年 | 大冒險家             | 不適用                                     |
| 1996年 | 極度冒險             | 美國電影                                   |
| 1997年 | 高度戒備             | 獲提名《第17屆香港電影金像獎》「最佳電影」 |
| 1998年 | 極度重犯             | 不適用                                     |
| 1999年 | 目露凶光             | 不適用                                     |
| 2001年 | 複製殺人魔           | 美國電影                                   |
| 2003年 | 獄火重生             | 美國電影                                   |
| 2003年 | 奇逢敵手             | 不適用                                     |
| 2007年 | 鐵三角               | 不適用                                     |
| 2015年 | 迷城                 | 不適用                                     |
| 2016年 | 沖天火               | 不適用                                     |
| 2022年 | 七人樂隊             | 遗作                                       |

## 曾獲獎項及提名
| 年份   | 頒獎典禮                     | 獎項       | 電影       | 結果 |
| ------ | ---------------------------- | ---------- | ---------- | ---- |
| 1988年 | 第7屆香港電影金像獎          | 最佳導演   | 龍虎風雲   | 獲獎 |
| 1988年 | 第7屆香港電影金像獎          | 最佳導演   | 監獄風雲   | 提名 |
| 1988年 | 第33屆亞太影展               | 最佳導演   | 監獄風雲   | 獲獎 |
| 1989年 | 第26屆金馬獎                 | 最佳劇情片 | 伴我闖天涯 | 提名 |
| 1998年 | 第4屆香港電影評論學會大獎    | 最佳電影   | 高度戒備   | 獲獎 |
| 1998年 | 第4屆香港電影評論學會大獎    | 最佳導演   | 高度戒備   | 提名 |
| 1998年 | 第4屆香港電影評論學會大獎    | 最佳編劇   | 高度戒備   | 提名 |
| 1998年 | 第17屆香港電影金像獎         | 最佳電影   | 高度戒備   | 提名 |
| 1998年 | 第17屆香港電影金像獎         | 最佳導演   | 高度戒備   | 提名 |
| 1999年 | 第36屆金馬獎                 | 最佳劇情片 | 目露凶光   | 提名 |
| 1999年 | 第36屆金馬獎                 | 最佳導演   | 目露凶光   | 提名 |
| 2000年 | 第6屆香港電影評論學會大獎    | 最佳電影   | 目露凶光   | 提名 |
| 2000年 | 第6屆香港電影評論學會大獎    | 最佳導演   | 目露凶光   | 提名 |
| 2000年 | 第6屆香港電影評論學會大獎    | 推薦電影   | 目露凶光   | 獲獎 |
| 2000年 | 第19屆香港電影金像獎         | 最佳導演   | 目露凶光   | 提名 |
| 2008年 | 第14屆香港電影評論學會大獎   | 最佳電影   | 鐵三角     | 提名 |
| 2008年 | 第14屆香港電影評論學會大獎   | 推薦電影   | 鐵三角     | 獲獎 |
| 2019年 | 第13屆香港電影導演會年度大獎 | 榮譽大獎   | 不適用     | 獲獎 |

## 外部連結
- 林嶺東在互联网电影资料库（IMDb）上的資料（英文）
- 林嶺東在香港影庫上的簡介
- 林嶺東在时光网上的簡介（简体中文）